# Under Secretary's Lodge
O Under Secretary's Lodge (em irlandês: Lóisteáil na Fo-Rúnaí; em português: Pavilhão do Sub-secretário) foi a residência do Sub-secretário da Irlanda (Under Secretary - o chefe dos funcionários civis da administração britânica). Depois da criação do Estado Livre Irlandês, em 1922, este cargo desapareceu.
A residência foi arrendada pelo novo estado ao Vaticano para servir de Nunciatura Apostólica (embaixada papa). O palácio foi vagado pelo Núncio Papal em meados da década de 1970, quando este se mudou para uma nova nunciatura, construída propositadamente na Navan Road, em Dublin. Pensou-se, então, em tornar o palácio na residência oficial do taoiseach (primeiro-ministro da Irlanda). No entanto, depois de alguns anos de impasse, foi decidido que o edifício, num estilo georgiano politicamente pouco agradável, se encontrava num estado de conservação demasiado pobre para ser convertido, pelo que acabou por ser demolido.
Esta demolição teria, porém, resultados surpreendentemente felizes, uma vez que foi encontrada uma torre-casa medieval preservável no centro do edifício georgiano. Esta tem sido restaurada e usada, com o nome de Ashtown Castle, como centro interpretativo. As visitas ao Áras an Uachtaráin, a residência oficial do Presidente da Irlanda, começam todos os Sábados a partir daquele edifício. 
Enquanto serviu como Nunciatura Apostólica, um dos seus mais famosos residentes foi Giovanni Montini, mais tarde Papa Paulo VI, que ali trabalhou como um jovem diplomata.